# Capricieuse (1916)
Pour les articles homonymes, voir La Capricieuse (homonymie).
La Capricieuse est une canonnière de lutte anti-sous-marine de la Marine française, de classe Ardent. Elle a également été classée successivement comme dragueur de mines et comme aviso.

## Conception
La Capricieuse (sixième bâtiment de la Marine française à porter ce nom) est une canonnière de la même série que l'Audacieuse, prévue pour la protection des convois contre les sous-marins. Elle est construite par les Ateliers et chantiers de la Loire à Saint-Nazaire.
Elle a une longueur de 60,20 m,,, un maître-bau (largeur) de 7,20 mètres, (ou 6,80 m selon certaines sources), un tirant d'eau de 2,90 mètres, (ou 2,50 m selon certaines sources), un déplacement de 266, 310 ou 320 à 350 tonnes. Sa propulsion est assurée par une machine à vapeur alternative à triple expansion, d’une puissance qui varie, selon les sources, entre 1200 à 1500, 1800 ou 2500 ch, alimentée par une chaudière au charbon Normand ou Delaunay-Belleville. Elle a deux cheminées et une seule hélice. Sa vitesse maximum est de 14-15 à 17 nœuds,,. Son rayon d'action est de 2000 à 3000 milles marins à 10 nœuds, ou 1600 milles marins à vitesse maximum. Elle emporte 85 tonnes de charbon. Son armement initial se compose de deux canons de 100 mm,, et de grenades anti-sous-marines,. Son équipage est de 55 hommes,.

## Historique
La construction de la Capricieuse commence en 1916. Elle est mise à flot le 5 juillet 1916, terminée et mise en service la même année,,

### Première Guerre mondiale
Dès son entrée en service en 1916, la Capricieuse est affectée à la flottille de la IVème Région maritime. En 1917-1918 elle est affectée à la 9ème Division de patrouilles en mer Égée,. De 1916 à 1918, elle patrouille dans la mer Ionienne et la mer Égée, et escorte de nombreux convois en Méditerranée orientale.
Le 16 avril 1917, le paquebot mixte Sontay (13500 tonnes de déplacement), de la Compagnie des Messageries maritimes, est torpillé par le sous-marin allemand U-33 (commandant : Kapitänleutnant Gustav Siess) entre Malte et la Tunisie à la position 35° 01′ N, 16° 17′ E. Le Sontay était en provenance de Salonique. Après avoir fait escale à Milo, il faisait route vers Marseille. La mer était grosse et la brise de nord-ouest était fraîche. Le navire s’enfonça rapidement par l’avant, là où la torpille l’avait atteint, et coula en quelques minutes. Il y a 49 disparus, membres d’équipage et militaires en permission, ainsi que le commandant, le lieutenant de vaisseau auxiliaire Mages. 476 autres personnes réussirent à monter dans les canots et radeaux de sauvetage,. Les navires d'escorte du Sontay sont les avisos-canonnières Capricieuse et Moqueuse. La Capricieuse et la Moqueuse attaquent (en vain) l'U-33 qui vient de couler le Sontay, puis recueillent les plus de 350 rescapés du naufrage,. La Moqueuse et la Capricieuse sauvent respectivement 317 et 69 survivants, malgré les conditions de mer très éprouvantes,.
Le 25 juin 1917, la Capricieuse est torpillée à son tour (mais sans succès) par un sous-marin ennemi, comme l'atteste le rapport du lieutenant de vaisseau Godfroy, commandant la Capricieuse. Celle-ci escortait, avec le Lansquenet et L'Impatiente, le convoi composé du Ville de Paris et du Condé, parti de Messine la veille, le 24 juin. Avant l’escale de Messine, un navire du convoi (le paquebot L'Himalaya) avait déjà été coulé le 22 juin. La Capricieuse avait alors recueilli de nombreux naufragés du paquebot. La Capricieuse avait été chargée d’assurer l’éclairage en avant du convoi, exactement à 15 milles en avant de celui-ci, afin de repérer les sous-marins ennemis et de les obliger à manœuvrer ou à plonger avant d’avoir pu apercevoir le convoi.
Vers 20 h 32, à la position 37° 07′ N, 20° 20′ E, le sillage d’une torpille, perpendiculaire à la route de la Capricieuse, apparaît sur bâbord. La torpille passe sous son avant et poursuit sa trajectoire à perte de vue vers le Sud. La Capricieuse donne l’alerte au convoi par TSF et par deux fusées rouges, tout en se dirigeant à vitesse maximale vers le point de départ de la torpille, à 1200 mètres sur bâbord. La Capricieuse recherche méthodiquement le sous-marin jusqu’à la nuit noire, mais sans résultat. Dans l’incertitude complète de la position du sous-marin, elle ne lance pas de grenades. Elle finit par rejoindre le convoi.
Le LV Godfroy estime que son navire a été sauvé par une erreur de l’ennemi. La torpille devait être réglée pour une assez grande immersion, supérieure au tirant d'eau de la Capricieuse. Le camouflage de celle-ci, conjugué à l’éclairage du moment, avec la lumière incertaine du crépuscule, a trompé l’ennemi sur la nature du bâtiment qu’il attaquait. Avec sa cheminée agrandie et la modification de sa silhouette, l’ennemi a dû prendre le patrouilleur pour un torpilleur.
L’identité du sous-marin attaquant a été découverte par la suite : il s'agissait de l'U-31 de la marine austro-hongroise (capitaine : Linienschiffsleutnant Franz Nejebsy). Son rapport ne mentionne pas le convoi, mais seulement qu’à 20 h 20 il a repéré un navire ennemi à 25 milles à l’ouest de Nisis Strofádhes, a tiré une torpille et entendu une explosion 6 minutes plus tard.
La Capricieuse est reclassée comme dragueur de mines en 1917,.

### Entre-deux-guerres
La Capricieuse rentre à Toulon en 1920. En 1924, elle est reclassée comme aviso de 2ème classe,. Le 1er avril 1924,, elle rallie la Division navale du Levant basée à Beyrouth. Elle effectue de nombreuses missions sur les côtes de Syrie, à Rhodes, Chypre, dans les îles grecques et en Égypte,.
Elle redevient canonnière en 1925. En 1926 elle est affectée à la 6e escadrille de dragage à Bizerte. En 1929, elle est de nouveau aviso de 2ème classe. Désarmée le 18 février 1935, elle est condamnée le même jour, et vendue aux Domaines en février 1936.

## Commandants
- 1916-1917 : Lieutenant de vaisseau René-Émile Godfroy[7]